# Nezofontovití
Nezofontovití (Nesophontidae) je vyhynulá čeleď hmyzožravců. Obsahuje jediný rod s osmi druhy. Byla to endemitská čeleď Velkých Antil, žili v dnešní Dominikánské republice, na Kubě, Haiti, Portoriku a na Kajmanských ostrovech.
Ačkoli to není přesně doložitelné, je možné, že nezofontovití přežili pleistocenní vymírání a vyhubil je až příchod krys s lodní dopravou ze Španělska na počátku 16. století. Někteří vědci si dokonce myslí, že některé druhy přežívaly až do začátku 20. století.
Nezofontové jsou známy pouze z fosilních záznamů a vývržků sov. Současné snahy objevit přežívající populaci jsou neúspěšné.

## Druhy
- Nesophontes edithae Anthony, 1916, Portoriko
- Nesophontes hypomicrus Miller, 1929
- Nesophontes longirostris Anthony, 1919, Kuba
- Nesophontes major Arredondo, 1970, Kuba
- Nesophontes micrus G. M. Allen, 1917, západní Kuba
- Nesophontes paramicrus Miller, 1929
- Nesophontes submicrus Arredondo, 1970, Kuba
- Nesophontes zamicrus Miller, 1929, Haiti